# Chodów (Groot-Polen)
Chodów is een dorp in het Poolse woiwodschap Groot-Polen, in het district Kolski. De plaats maakt deel uit van de gemeente Chodów en telt 830 inwoners.